# 甕怪
甕怪，是台灣台南安定的傳說，寄宿在甕中的女性冤魂。

## 傳說
安定蘇厝有一人，名為鄭荖，因掘園地，挖得一甕，以為內有金銀，結果甕內只有清水，就將它擊破，水流四溢。當晚，鄭荖身體發熱如火，鄉村醫藥不便，所以奉請王爺問病，神明竟然指示「有女魂纏繞。」鄭荖不近女色，不解原因，神明又指示女魂欲索取賠償，鄭荖才想起擊甕之事。神明終於解明原因，昔日有一女婢因私藏錢財，被女主人虐待而死，冤魂不散，寄宿甕中，甕被擊破，所以作祟。鄭荖吩咐家人祈禱，許諾立一子為嗣，並備物致祭。翌日，鄭荖實踐諾言，祭畢，發熱不藥而癒。

## 相似條目
- 神灯精灵